# Manna

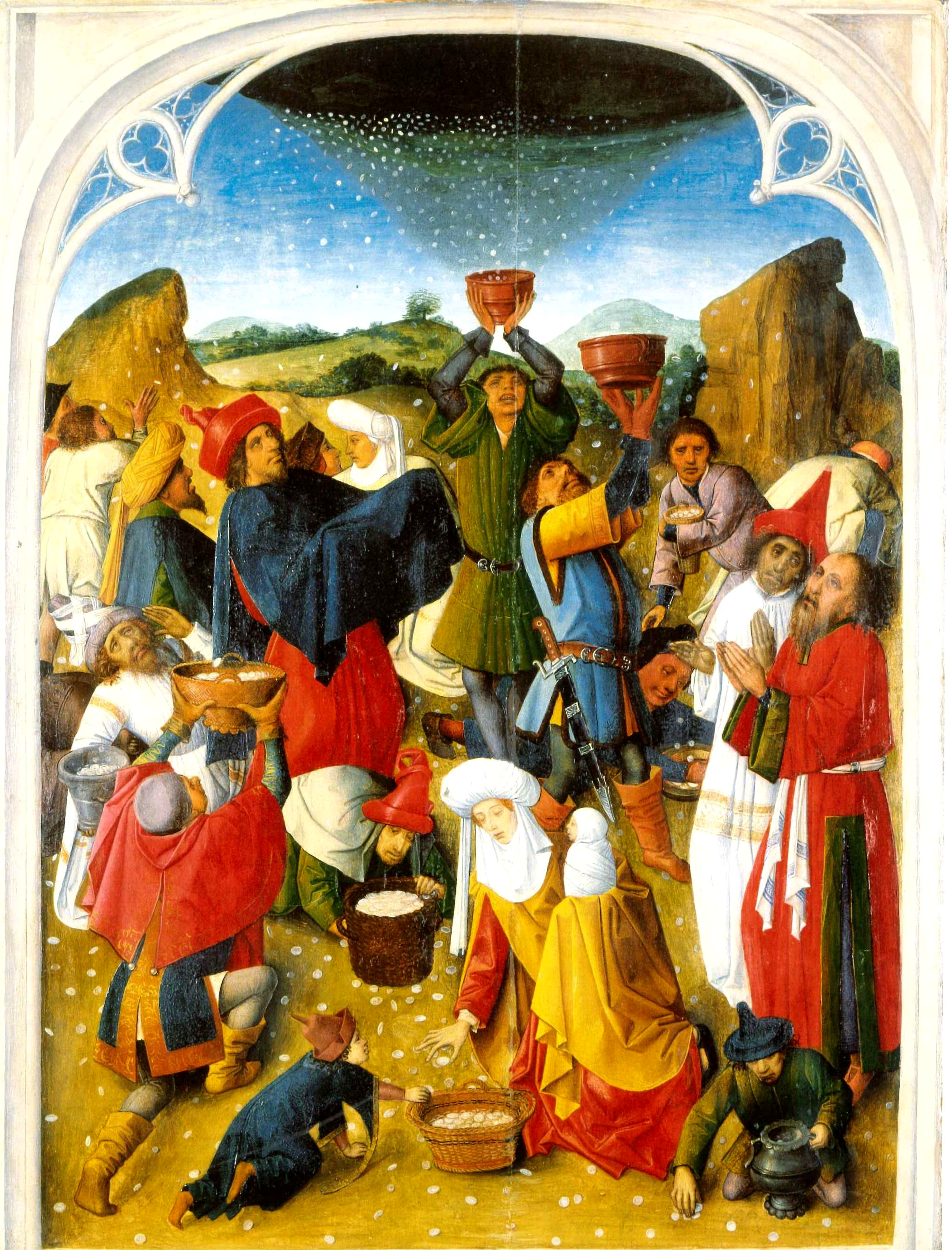
Het verzamelen van het manna (ca. 1460-1470)

Manna (Hebreeuws: מָן man, betekenis onbekend, waarschijnlijk "Wat is dat?", mogelijk afgeleid van het Egyptische mennu, "voedsel") was het voedsel dat God volgens de Hebreeuwse Bijbel aan de Israëlieten gaf toen Mozes hen door de Sinaïwoestijn leidde naar het Beloofde Land. Het verhaal staat ook in de Koran.
In Exodus 16:14 wordt manna beschreven als een "fijn, schilferachtig laagje", dat bleef liggen toen de morgendauw optrok. "Het leek op korianderzaad, maar dan wit, en het smaakte als honingkoek" (Exodus 16:31). Het moest direct verzameld en dezelfde dag gegeten worden. Een dag later was het bedorven en vol wormen (Exodus 16:19-20). Alleen op de dag voor de sjabbat mocht een dubbele portie worden verzameld. Deze bedierf niet. Op de sjabbat zelf was geen verse manna te vinden (Exodus 16:22-26).

## Verklaring
In de Bijbelwetenschap wordt over het algemeen aangenomen dat het gaat om de uitscheiding van bepaalde schildluizen (waarschijnlijk Najococcus serpentinus en Trabutina mannipura). Volgens sommige mensen is manna echter een eetbare en geneeskrachtige hars afkomstig van de boom Boswellia thurifera. Kerkwierook is veelal op basis van deze hars samengesteld. Een andere mogelijkheid is de zoetige afscheiding van de kameeldoorn (Alhagi maurorum), die ook vandaag de dag in Israël manna genoemd wordt.

## Nieuwe Testament
Jezus verwees naar manna als "brood uit de hemel" als voorafschaduwing van "het ware brood uit de hemel ... dat leven geeft aan de wereld" en zei: "Ik ben het brood dat leven geeft". Iets verderop noemde Jezus zijn lichaam "het ware voedsel" en zei: "Dit is het brood dat uit de hemel is neergedaald. Het is niet het brood dat uw voorvaders aten; zij zijn gestorven, maar wie dit brood eet zal eeuwig leven" (Johannes 6:31-35 en 47-58). Zo werd manna het symbool van de eucharistie. 
De apostel Paulus verwees mogelijk naar manna met de term "geestelijk voedsel" (1 Korinthiërs 10:3).
Hebreeën 9:4 noemt het manna dat in een gouden kruik in de Joodse tempel werd bewaard, zonder hiervan een duiding te geven. De vermelding van een gouden kruik en het bewaren in de ark van het verbond  gaat terug op de weergave van Exodus 16:33 in de Septuagint, want in de Hebreeuwse tekst wordt dit niet vermeld. In Openbaring 2:17 wordt aangekondigd dat trouwe christenen van dit "verborgen manna" te eten zullen krijgen, waarmee manna als hemelspijs wordt aangeduid.